# Instituto Escuela Nacional de Bellas Artes (Universidad de la República)
El Instituto Escuela Nacional de Bellas Artes (ENBA) es un instituto universitario de Uruguay, el cual forma parte de la Facultad de Artes de la Universidad de la República. Se encuentra en la ciudad de Montevideo, sobre la Avenida 18 de julio 1772.
Cuenta con 2339 estudiantes matriculados, según el VII Censo de Estudiantes Universitarios de la República en 2012.

## Historia
En 1950 el Ministerio de Instrucción Pública, crea la Escuela Nacional de Bellas Artes. La misma estaría bajo la dependencia de la cartera ministerial hasta la aprobación de la ley de presupuesto de 1957, cuando la Escuela Nacional de Bellas Artes pasa a drpender del rectorado de la Universidad de la República. 
En 1993, luego de un largo proceso de más de cuarenta años, por resolución del Consejo Directivo Central la institución se transforma en un Instituto asimilado a Facultad.

## Facultad de Artes
Con la creación de la  Facultad de Artes, el 14 de septiembre de 2021, la Escuela Nacional de Bellas Artes comienza a formar parte de la nueva facultad

## Títulos
El Instituto Escuela Nacional de Bellas Artes otorga las siguientes licenciaturas en:
- Dibujo y pintura
- Fotografía
- Escultura y volumen en el espacio.
- Diseño gráfico
- Cerámicas
- Artes plásticas y visuales
- Arte Digital y Electrónico
- Danza Contemporánea

En el interior del país:
- Licenciatura en medios audiovisuales
- Tecnicatura en Tecnologías de la imagen fotográfica
- Tecnicatura artes plásticas y visuales

## Estudiantes
| 1960 | 1968 | 1988 | 1999 | 2007 | 2012 |
| ---- | ---- | ---- | ---- | ---- | ---- |
| 465  | 286  | 2056 | 951  | 2008 | 2339 |